# Suomy
Suomy é uma marca italiana que fabrica capacete motociclístico. Fundada em 1997 na Itália, sua produção é voltada para alta performance como nas pistas de motovelocidade. Encontra-se entre as mais notórias fabricante do setor.  É também patrocinadora de diversos atletas do motociclismo mundial como Max Biaggi, Loris Capirossi, James Toseland, Alvaro Bautista e Neil Hodgson.